# غونزالو إيسكوبار
جونزالو إيسكوبار (بالإسبانية: Gonzalo Escobar)‏ (16 مارس 1997 - ) هو لاعب كرة قدم أرجنتيني في مركز الدفاع.

## روابط خارجية
- غونزالو إيسكوبار على موقع قاعدة بيانات كرة القدم.إي يو (الإنجليزية)
- غونزالو إيسكوبار على موقع Soccerway.com (الإنجليزية)
- غونزالو إيسكوبار على موقع عالم كرة القدم.نت (الإنجليزية)